# Links 2 3 4
"Links 2 3 4" ("Venstre 2 3 4") er en sang af det tyske heavy metal-band Rammstein. Sangen er at finde på deres album Mutter fra 2001.
Sangen blev lavet som et svar på beskyldninger mod Rammstein som værende nazistiske. Guitarist og danner af Rammstein Richard Z. Kruspe har udtalt, at "hvis man vil putte os i en politisk kategori, er vi venstreorienterede, og det er grunden til, at vi lavede sangen". I sangen høres lyden af hvad der kan opfattes som støvler, der trammper i takt, hvilket er en hentydning til militær-march, som i den tyske hær styres af råbet "Links 2 3 4" .